# Hess (csokoládégyár)
A Hess egy több, mint száz éves múltra visszatekintő brassói csokoládé- és édességgyár volt. 1899-ben alapították; a két világháború között Románia legnagyobb édességgyára volt. 1948-ban államosították, neve Desrobirea, majd Cibo lett. Az 1989-es rendszerváltás után Poiana néven privatizálták. Gazdasági megfontolások miatt 2009-ben a gyár megszűnt és 2014-ben lebontották.

## Története
1899 elején alapította dr. Lederer Sándor, Verzár Lukács, Adler Jakab, Tímár János Első Erdélyi Czukorka- és Csokoládégyár Részvény-társaság (Erste Siebenbürgische Canditen- u. Schokoladenfabrik Aktien-Gesselschaft) néven. Még ugyanebben az évben megvásárolták az 1891-ben alapított Tiess & Seidel édességgyárat a brassói Hátulsó utcában (jelenleg str. Cuza Vodă 3. szám). A 6 alkalmazottal és 12 napszámossal dolgozó gyár 1899 közepén már napi 500–800 kg csokoládébonbont készített.
1900-ban Adolf Hesshaimer szász kereskedő is a gyár részvényese lett. A Hesshaimerek befolyásos brassói kereskedők és üzlettulajdonosok voltak, cégük a főtéri Filstich–Plecker-házban volt, családi rezidenciájukat pedig Derestyén építették fel. Lederer, majd Verzár visszavonulása után, 1921-ben Adolf Hesshaimer lett az elnök-vezérigazgató, a gyárat pedig 1922-ben átnevezték Hess névre. 1926-ban már több, mint 1000 tonna csokoládét készítettek. 1927-ben új gyárépületet emeltek Albert Schuller városi építész tervei szerint.
Az 1944-es amerikai bombázás során a gyár jelentős károkat szenvedett. A háborút követő években a nyersanyaghiány és a lakosság vásárlóerejének csökkenése a csőd szélére sodorta a céget. 1948 júniusában a hatalomra kerülő kommunisták államosították a Hesst, majd 1954-ben egyesítették a szintén államosított, 1922-ben alapított brassói Stollwerck gyárral (str. Lungă 106). 1966-ig Desrobirea (Felszabadulás), ezután Cibo (Ciocolată-Bomboane, azaz Csokoládé és cukorka) néven működött, és főleg exportra gyártott.
Az 1989-es rendszerváltás után Poiana – Produse Zaharoase néven részvénytársaság lett; itt gyártották többek között a Poiana csokoládét. 1994-ben átvette a Kraft Foods, és a 2000-es években piacvezető volt Romániában; tíz év alatt 320 millió táblát gyártottak. Mivel azonban a városközpontban helyezkedett el, nem volt lehetőség a gyár bővítésére, és a tulajdonos úgy döntött, hogy a bulgáriai Szvoge városába költözteti a termelést. A brassói gyárat 2009-ben bezárták, majd 2014-ben lebontották.

## Termékek
- A Hess több, mint 1000 féle terméket gyártott; legismertebbjei a Novitas csokoládéfigurák voltak, melyek színes, festett szobrocskákra emlékeztettek.[5] A csokoládén kívül cukorkát, halvát, rahátot, marmeládét, szirupokat, és egyéb édességeket is készítettek.[1]
- A Desrobirea, majd a Cibo 175 féle terméket gyártott.[6] Ismertebbek voltak a CIBO tej- és étcsokoládé táblák, a likőrös, konyakos, fondant, gyümölcsös krémmel töltött szeletek, a Silvana, Pitic, Călin, Poiana táblák, a Postăvarul bonbonok. Külön termékcsaládokat adtak ki egyes események, például az Aranyszarvas Fesztivál vagy a bukaresti Universiade alkalmából.[8][9]
- A Poiana több, mint 25 féle terméket gyártott.[6] A Poiana táblák mellett ismertek voltak a Bucegi, Ciucaș, Carpați, Veverița, Puișor, Frezia szeletek.